# 城东湖

城东湖是一个位于中国安徽省霍邱县的湖泊，面积约为115平方千米。